# Danmarks Sogn
Danmark Sogn ligger i Uppsala kommun i Sverige, og det er ikke et område, der traditionelt forbindes med landet Danmark. I Danmark Sogn kan der være flere mindre byer eller områder, men den mest kendte by i dette sogn er Danmark, som er en kyrkby.

Kyrkbyen Danmark fungerer som et samlingspunkt for de lokale indbyggere, hvor kirken ofte er centrum for både religiøse aktiviteter og sociale arrangementer. Byens beliggenhed i den naturskønne del af Uppsala län gør den til et attraktivt sted for både besøgende og beboere.
Historisk set har Danmark Sogn været præget af landbrug og småskala erhverv, hvilket har formet lokalsamfundets struktur og livsstil. Indbyggerne i området har traditionelt haft en stærk forbindelse til jorden og naturen, hvilket også afspejles i deres kultur og traditioner.
I dag er Danmark Sogn et eksempel på, hvordan små samfund kan bevare deres identitet og traditioner, selvom de ligger uden for de mere kendte og større byer i Sverige. Det er et område, der tilbyder en fredelig livsstil og et nært fællesskab, hvilket gør det til et attraktivt sted at bo.
59°49′58″N 17°44′41″Ø / 59.83278°N 17.74472°Ø